# Idaea puteria
Idaea puteria är en fjärilsart som beskrevs av Louis Beethoven Prout 1934. Idaea puteria ingår i släktet Idaea och familjen mätare. Inga underarter finns listade i Catalogue of Life.